# Нюдя-Тыдэяха
Нюдя-Тыдэяха (устар. Нюди-Тытю-Яха) — река в России, протекает по Ямало-Ненецкому АО. Устье реки находится в 37 км по правому берегу реки Тыдэяха. Длина реки составляет 21 км.

## Данные водного реестра
По данным государственного водного реестра России относится к Нижнеобскому бассейновому округу, водохозяйственный участок реки — Пур. Речной бассейн реки — Пур.
Код объекта в государственном водном реестре — 15040000112115300055592.